# Авъл Габиний Секунд (консул 43 г.)
Вижте пояснителната страница за други личности с името Авъл Габиний Секунд.
Авъл Габиний Секунд (на латински: Aulus Gabinius Secundus) e политик и сенатор на Римската империя през 1 век.
Той е син на Авъл Габиний Секунд (консул 35 г., награден с името Хавк).
През 43 г. консули са Тиберий Клавдий Цезар Август Германик (III, януари–февруари) и Луций Вителий (II, януари–февруари). Секст Палпелий Хистер става суфектконсул от март до юли 43 г. заедно с Луций Педаний Секунд. От август до септември 43 г. Авъл Габиний Секунд става суфектконсул с друг неизвестен. След него от октомври до декември 43 г. суфектконсул на техните места стават Квинт Курций Руф и Спурий Опий.